# Atlahua

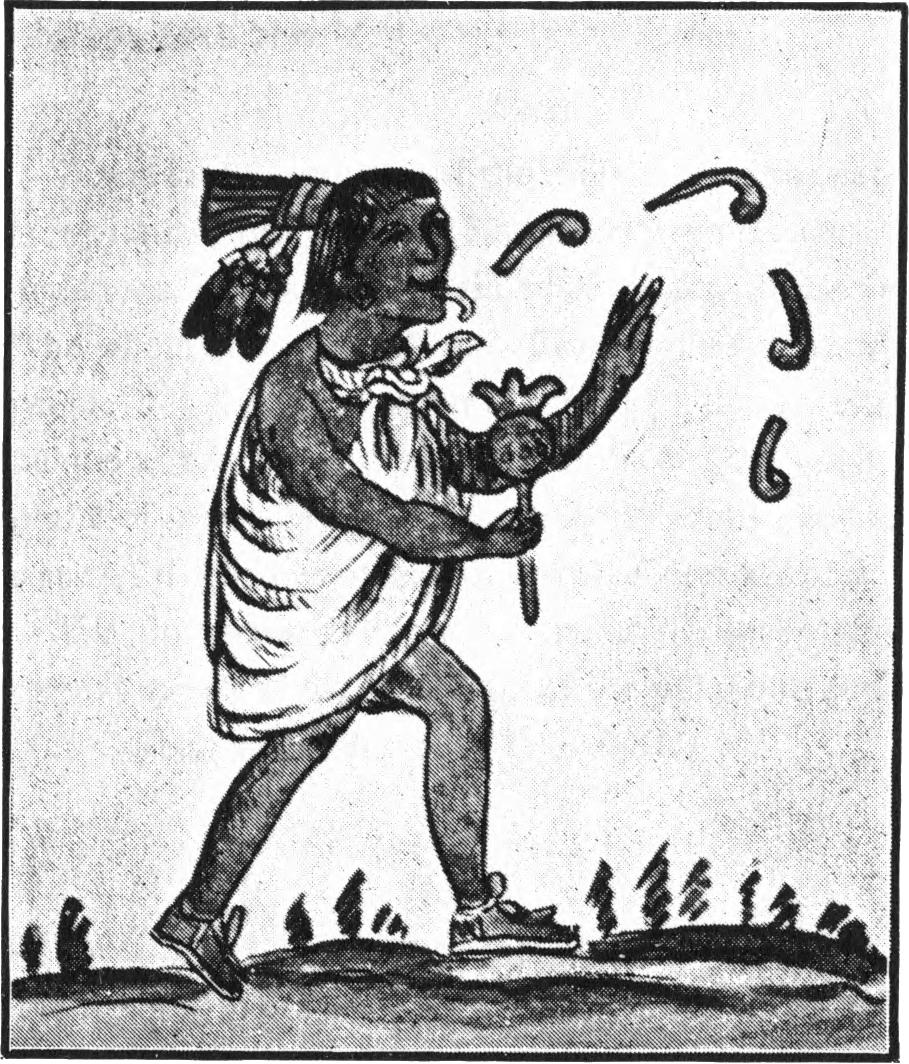
Ilustración de joven mexica que aparece en el Códice Florentino. Pudiera interpretarse como un mexica cantando "Canto a Atlahua" (Atlahua Icuic)

Atlahua, Ahtlahua, Atlahoa, Atlavâ o Atlaua (‘señor de las aguas’ en idioma náhuatl) es un dios mexica del agua), patrono de los pescadores y los arqueros. Asociado con las flechas (Átlatl).
La imagen de la derecha representa un joven mexica cantando y bailando. Del Códice Florentino y la traducción de la frase "I iobuchi noteouh, atlauaquetl"  o bien "Y yopuchi noteuh atlauaquetl" (en español:"Opochtli es mi dios, el dueño de las aguas" ), se pudiera interpretar como un mexica cantando "Canto a Atlahua" (Atlahua Icuic). La imagen en blanco y negro es una reproducción del Rig Veda Americanus (1890), un libro de literatura indígena americana, extraída originalmente de la Historia general de las cosas de la Nueva España o Crónicas de la Nueva España de Bernardino de Sahagún, Apéndice del Libro 2, fo. 144. .
Sobre este dios apenas sobrevive información. Sin embargo, Ángel María Garibay Kintana, autor del libro "Fray Bernardino de Sahagún, Veinte himnos sacros de los nahuas",   propone que Atlahua es "el Tláloc azul, o  sea el  del Sur", "el  izquierdo". El cual tiene un parentesco con Amimitl, "otra forma de  Tláloc, de  otro rumbo del universo".

## Acerca del nombre
El Gran Diccionario Nahuatl (GDN) publicado por la UNAM, una mezcla de diccionarios elaborados por autores que pertenecieron a las cuatro centurias de historia de la lengua náhuatl que van del siglo XVI a nuestros días, muestra diferentes referencias y sus correspondientes paleografías para la palabra "Atlahua" (Molina 1571, Eisinger 1994, Wimmer 2004, etc). Sin embargo, en el corpus del GDN no existe referencia para la palabra "Atlaua", esto debido a que las variantes ortográficas del náhuatl en los materiales mencionados, presentan  una inestabilidad ortográfica que caracterizó a la lengua hasta el siglo XVIII. Aunque la normalización usada en el G.D.N. no establece una ortografía como correcta para transcribir términos, deja claro que ella solo responde a la necesidad de reunir términos de diversos diccionarios escritos de distintas maneras y en diferentes periodos.
Respecto a la palabra "Ahtlahua[h]", con el sufijo "h", ésta aparece en náhuatl clásico como nombre posesivo de la palabra Ahtlatl o Átlatl .

## Canto a Atlahua
Transcripción tomada del apéndice del libro 2, Historia general de las cosas de la Nueva España , "de los cantares de los dioses" 

0. Atlahoa Icujc

1. Huja nichalmecatl, njchalmecatl, neçavalcactl, oljia quatonalla olia.

2. Veia, veia, macxoiauh quilazteutl illamanj macxoiauh.

3. Nimjtzacatecunotzaia, chimalticpac moneçoia njmjtzacatecunotzaia.

4. Aiac nomjuh timalli aitollaca acatl nomjuh aca xelivi timalli.

5. Tetomac amoiolcana tlamacazqujn tetometl, açan axcaniequetzaltototl, njc iaizcaltiquetl.

6. I iobuchi noteouh, atlauaquetl njc iaizcaltiquetla.

Otra versión de Atlahua Icuic escrita con diferente variante ortográfica del náhuatl, se puede encontrar en Garibay (1995). El  poema está constituido por  varios  poemas breves, "una  manera de  diálogo entre  el  dios  y  sus  devotos". A continuación un extracto que presenta en su interior "un poema corto,  con su estribillo (Ab) que  marca el fin de  cada  estrofa".

l5.-Tetoman a  moyolcan a

     Tlamacazqui in  tetometl.

     Azan axcan ye  Quetzaltototl 

     nic ya  izcaltiquetl     Ab 

     In  Opuchin noteuh!!  
 

2O.-Atlavaquetl 

     Azan axcan ye  Quetzaltototl

     nic ya  izcaltiquetl.     Ab 

Traducción al español tomada de Garibay (1995) 

15.-En  Tetoman es tu vivienda: 

     proveedor de  Tetoman. 

     No  sin esfuerzo al  Ave  Quetzal 

     yo  debo  alimentar. 

     Opochtli es  mi  dios, 

20.-el  dueño de  las  aguas,

     No sin esfuerzo al  Ave  Quetzal

     yo  debo  alimentar.